# Cơ thể người
Cơ thể người là toàn bộ cấu trúc của một con người, bao gồm một đầu, cổ, thân (chia thành 2 phần là ngực và bụng), hai tay và hai chân. Mỗi phần của cơ thể được cấu thành bởi hàng hoạt các loại tế bào. Ở tuổi trưởng thành, cơ thể người có số lượng tế bào theo ước tính là 3,72 × 1013. Con số được nêu ra như là dữ liệu không hoàn chỉnh dùng để sử dụng như khởi điểm của các tính toán sâu hơn. Con số này có được nhờ tính tổng số tế bào của toàn bộ các cơ quan trong cơ thể của tất cả các loại tế bào. Tổ hợp cấu thành cơ thể người bao gồm một số các nguyên tố nhất định theo các tỉ lệ khác nhau.
Nghiên cứu về cơ thể người xoay quanh giải phẫu học và sinh lý học. Cơ thể con người có thể biểu hiện các bất thường cấu trúc không có ý nghĩa bệnh lý nhưng cần được nhận biết. Sinh lý học tập trung vào các hệ cơ quan, cơ quan cơ thể người và chức năng của chúng. Nhiều hệ cơ quan và cơ chế tương tác với nhau để duy trì cân bằng nội môi.

## Khái quát về cơ thể người

### Cấu tạo chính
Cơ thể người được bao bọc bởi một lớp da. Trên da có nhiều lông nhỏ, mọc không đều nhau. Trong da có mạch máu, đầu mút các dây thần kinh và tuyến mồ hôi. Da bảo vệ các cơ quan trong cơ thể tránh được những ảnh hưởng có hại của môi trường ngoài, góp phần giữ nhiệt độ cơ thể không đổi. Dưới da là lớp mỡ, dưới lớp mỡ là cơ và xương. Cơ tạo nên hình dạng ngoài cơ thể, xương làm thành cái khung bảo vệ cơ thể và các nội quan.

#### Các phần cơ thể

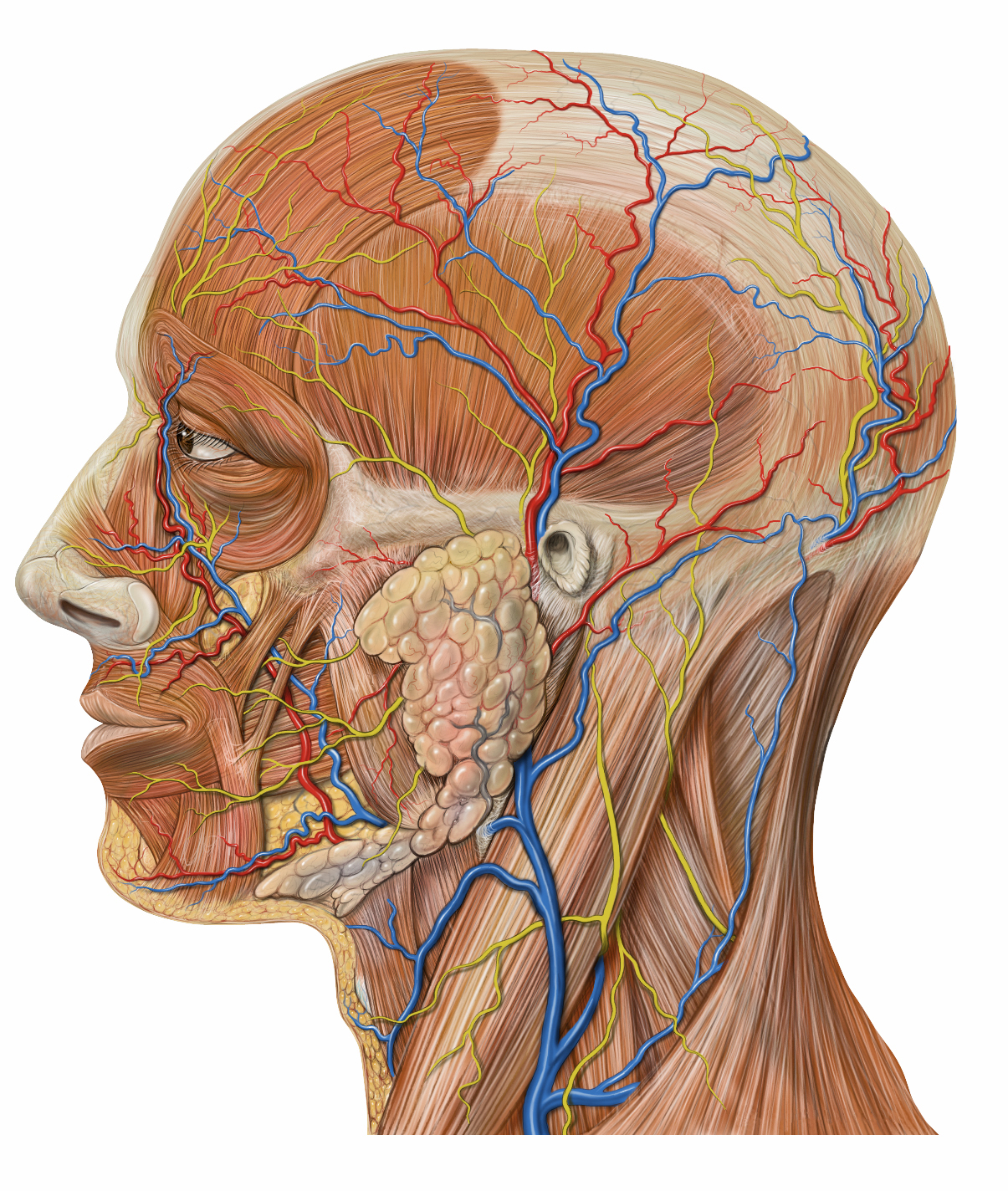
Đồ họa giải phẫu học chi tiết của một bên đầu người, nhìn thấy rõ động mạch cảnh ngoài và các dây thần kinh của da đầu, mặt và bên cổ.

Các phần cơ thể, hay còn gọi là các khoang cơ thể, là những khoảng không gian trong cơ thể chứa đựng và bảo vệ các cơ quan và hệ cơ quan, bao gồm:
- Khoang sọ và ống xương sống: là các khoang xương chứa bộ não và tủy sống, nhờ đó mà các bộ phận quan trọng này của hệ thần kinh được bảo vệ chặt chẽ.
- Khoang ngực: là khoang được giới hạn trong lồng ngực, ở phía trên cơ hoành ngăn cách với khoang bụng. Trong khoang này chứa các bộ phận chủ yếu của hệ hô hấp và hệ tuần hoàn như tim, hai lá phổi (ngoài ra còn có một bộ phận của hệ tiêu hóa đi qua khoang này là thực quản).
- Khoang bụng: nằm bên dưới cơ hoành, là khoang cơ thể lớn nhất. Khoang này chứa gan, ruột, dạ dày, thận, tử cung (ở nữ),... là các cơ quan của hệ tiêu hóa, hệ bài tiết, hệ sinh dục.

#### Các hệ cơ quan

Bộ xương người nhìn từ đằng trước

Hệ tiêu hóa ở người

Các cơ quan khác nhau có cùng một chức năng tạo thành một hệ cơ quan. Trong cơ thể có nhiều hệ cơ quan, nhưng chủ yếu là: hệ vận động, hệ tuần hoàn, hệ hô hấp, hệ tiêu hóa, hệ bài tiết, hệ thần kinh, hệ nội tiết và hệ sinh dục.
- Hệ vỏ bọc: bao gồm da cùng các phần phụ của nó[4][5] (gồm tóc, vảy, lông và móng) là hệ thống cơ quan bảo vệ cơ thể.
- Hệ vận động: gồm bộ xương và hệ cơ. Cơ thường bám vào hai xương khác nhau nên khi cơ co làm cho xương cử động, giúp cho cơ thể di chuyển được trong không gian, thực hiện được các động tác lao động
- Hệ tuần hoàn: gồm có tim và các mạch máu (động mạch, tĩnh mạch và mao mạch), có chức năng vận chuyển các chất dinh dưỡng, oxy và các hoóc môn đến từng tế bào và mang đi các chất thải để thải ra ngoài
- Hệ hô hấp: gồm có mũi, hầu, thanh quản, khí quản, phế quản và phổi, có nhiệm vụ đưa oxy trong không khí vào phổi và thải khí cac-bô-nic ra môi trường ngoài
- Hệ tiêu hóa: gồm có miệng, thực quản, dạ dày, gan, ruột non, ruột già, hậu môn và các tuyến tiêu hóa. Hoạt động của hệ tiêu hóa làm thức ăn biến đổi thành các chất dinh dưỡng cần thiết cho cơ thể và thải chất bã ra ngoài
- Hệ bài tiết: gồm 2 quả thận, ống dẫn nước tiểu và bóng đái. Thận là cơ quan lọc từ máu những chất thừa và có hại cho cơ thể để thải ra ngoài. Trong da có các tuyến mồ hôi cũng làm nhiệm vụ bài tiết
- Hệ thần kinh: gồm não bộ, tủy sống và các dây thần kinh, có nhiệm vụ điều khiển sự hoạt động của tất cả các cơ quan, làm cho cơ thể thích nghi với những sự thay đổi của môi trường ngoài và môi trường trong. Đặc biệt ở người, bộ não hoàn thiện và phát triển phức tạp là cơ sở của mọi hoạt động tư duy
- Hệ nội tiết: gồm các tuyến nội tiết như tuyến yên, tuyến giáp, tuyến tụy, tuyến trên thận và các tuyến sinh dục, có nhiệm vụ tiết ra các hoóc môn đi theo đường máu để cân bằng các hoạt động sinh lý của môi trường trong cơ thể nên có vai trò chỉ đạo như hệ thần kinh
- Hệ sinh dục: là hệ cơ quan có chức năng sinh sản, duy trì nòi giống ở người. Người phân tính nên cơ quan sinh dục có phân hóa thành tinh hoàn ở nam và buồng trứng ở nữ. Thông qua hoạt động tình dục mà sản phẩm của tinh hoàn và buồng trứng gặp nhau để tạo hợp tử rồi đến thai nhi, bắt đầu thời kì mang thai ở người mẹ

#### Sự phối hợp hoạt động của các hệ cơ quan
Cơ thể là một khối thống nhất. Sự hoạt động của các cơ quan trong một hệ cũng như sự hoạt động của các hệ cơ quan trong cơ thể đều luôn luôn thống nhất với nhau. Ví dụ: khi chạy, hệ vận động làm việc với cường độ lớn. Lúc đó, các hệ cơ quan khác cũng tăng cường hoạt động, tim đập nhanh và mạnh hơn, mạch máu dãn (hệ tuần hoàn), thở nhanh và sâu (hệ hô hấp), mồ hôi tiết nhiều (hệ bài tiết),... Điều đó chứng tỏ các hệ cơ quan trong cơ thể có sự phối hợp hoạt động. Các cơ quan trong cơ thể có một sự phối hợp hoạt động nhịp nhàng, đảm bảo tính thống nhất. Sự thống nhất đó được thực hiện nhờ sự điều khiển của hệ thần kinh (cơ chế thần kinh) và nhờ dòng máu chảy trong hệ tuần hoàn mang theo các hooc-môn do các tuyến nội tiết tiết ra (cơ chế thể dịch).

### Tế bào cơ thể người

Một tế bào cơ thể người (động vật) điển hình gồm: (1) nhân con, (2) nhân, (3) ri-bô-xôm, (4) túi tiết, (5) lưới nội chất hạt, (6) bộ máy Gôn-gi, (7) khung xương tế bào, (8) lưới nội chất trơn, (9) ti thể, (10) không bào, (11) chất tế bào, (12) lizosome, (13) trung thể

#### Cấu tạo và chức năng các bộ phận trong tế bào
Tất cả các cơ quan ở người đều cấu tạo bằng tế bào. Cơ thể người có số lượng tế bào rất lớn khoảng 75 nghìn tỉ (75 × 10¹²). Có nhiều loại tế bào khác nhau về hình dạng, kích thước và chức năng. Có tế bào hình cầu (tế bào trứng), hình đĩa (hồng cầu), hình khối (tế bào biểu bì), hình nón, hình que (tế bào võng mạc), hình thoi (tế bào cơ), hình sao (tế bào thần kinh — nơ-ron), hình sợi (tóc, lông) hoặc giống các sinh vật khác (bạch cầu, tinh trùng),... Có tế bào dài, ngắn, có tế bào lớn, bé khác nhau và chức năng của các tế bào ở các cơ quan cũng khác nhau, ngay cả ở trong cùng một cơ quan cũng khác nhau. Tế bào lớn nhất là tế bào trứng, có đường kính khoảng 100 μm (0,1 mm), bằng 175.000 lần tinh trùng - tế bào nhỏ nhất; dài nhất là tế bào thần kinh (nơ-ron). Mặc dù khác nhau về nhiều mặt nhưng loại tế bào nào cũng có 3 phần cơ bản: màng sinh chất, chất tế bào và nhân.
| Các bộ phận    | Các bào quan   | Cấu tạo và chức năng |
| -------------- | -------------- | --- |
| Màng sinh chất | Màng sinh chất | Là lớp ngoài của tế bào đặc lại, được cấu tạo từ protein và lipid, có nhiệm vụ thực hiện trao đổi chất với môi trường quanh tế bào                                                                 |
| Chất tế bào    |                | Nằm trong màng tế bào, gồm nhiều bào quan và chất phức tạp, là nơi diễn ra những hoạt động sống của tế bào. Các bào quan chính là lưới nội chất, ti thể, ribosome, bộ máy Gôn-gi, trung thể        |
| Chất tế bào    | Lưới nội chất  | Là một hệ thống các xoang và túi dẹp có màng, có thể mang các ribosome (lưới nội chất hạt) hoặc không (lưới nội chất trơn). Đảm bảo mối liên hệ giữa các bào quan, tổng hợp và vận chuyển các chất |
| Chất tế bào    | Ri-bô-xôm      | Gồm hai tiểu đơn vị chứa rRNA (RNA ri-bô-xôm), đính trên lưới nội chất hạt hoặc trôi trong bào tương (ri-bô-xôm tự do), là nơi diễn ra tổng hợp prô-tê-in                                          |
| Chất tế bào    | Ti thể         | Gồm một màng ngoài và màng trong gấp nếp tạo thành mào chứa chất nền, tham gia hoạt động hô hấp giải phóng năng lượng, tạo ATP (a-đê-noxyn tri-phốt-phát)                                          |
| Chất tế bào    | Bộ máy Gôn-gi  | Là một hệ thống các túi màng dẹt xếp chồng lên nhau, có các nang nảy chồi từ chồng túi, thu nhận, hoàn thiện, phân phối, tích trữ sản phẩm.                                                        |
| Chất tế bào    | Trung thể      | Là một trung tâm tổ chức các ống vi thể, gồm hai trung tử xếp thẳng góc, xung quanh là chất vô định hình, tham gia vào quá trình phân chia tế bào.                                                 |
| Nhân           |                | Hình bầu dục hoặc hình cầu, bên ngoài có màng nhân bao bọc, trong nhân có dịch nhân và nhiều nhân con giàu RNA (a-xit ri-bô-nu-clê-ic), là nơi điều khiển mọi hoạt động sống của tế bào            |
| Nhân           | Chất nhiễm sắc | Nằm trong dịch nhân. Ở một giai đoạn nhất định, khi tập trung lại làm thành nhiễm sắc thể, chứa DNA (a-xit đê-oxy-ri-bô-nu-clê-ic) đóng vai trò di truyền của cơ thể                               |
| Nhân           | Nhân con       | Chứa rRNA (RNA ri-bô-xôm) cấu tạo nên ri-bô-xôm |

#### Thành phần hóa học của tế bào
Tế bào gồm một hỗn hợp phức tạp gồm nhiều chất hữu cơ và các chất vô cơ. Các chất hữu cơ chính là prô-tê-in, glu-xit, lipid.
- Prô-tê-in, hay còn gọi là chất đạm, là một chất phức tạp gồm có cac-bon (C), hi-đrô (H), oxy (O), ni-tơ (N), lưu huỳnh (S) và một số nguyên tố khác. Phân tử của prô-tê-in rất lớn, chứa đến hàng nghìn các nguyên tử nên thuộc vào loại đại phân tử. Prô-tê-in là thành phần cơ bản của cơ thể, có trong tất cả các tế bào.
- Glu-xit, hay còn gọi là chất đường bột, là những hợp chất loại đường và bột. Nó gồm có C, H và O trong đó tỉ lệ giữa H và O luôn là 2H ÷ 1O. Trong cơ thể, glu-xit ở dưới dạng đường glu-cô-zơ (có ở máu) và gli-cô-gen (có ở gan và cơ).
- Lipid, hay còn gọi là chất béo, có ở mặt dưới da và ở nhiều cơ quan, nó cũng gồm 3 nguyên tố chính là C, H, O nhưng tỉ lệ của các nguyên tố đó không giống như glu-xit. Tỉ lệ H ÷ O thay đổi tùy loại lipid. Lipid là chất dự trữ của cơ thể.
- A-xit nu-clê-ic (DNA hay RNA) chủ yếu có trong nhân tế bào. Cả hai loại này đều là các đại phân tử, đóng vai trò quan trọng trong di truyền.

Ngoài các chất hữu cơ nói trên, trong tế bào còn có các chất vô cơ là muối khoáng.

#### Hoạt động sống của tế bào
Hoạt động sống của tế bào biểu hiện ở quá trình đồng hóa và dị hóa, sinh sản và cảm ứng, sinh trưởng và phát triển.
- Mỗi tế bào sống trên cơ thể luôn luôn được cung cấp các chất dinh dưỡng do dòng máu mang đến và luôn luôn xảy ra quá trình tổng hợp nên các hợp chất hữu cơ phức tạp từ những chất đơn giản được thấm vào trong tế bào. Đồng thời trong tế bào cũng luôn xảy ra quá trình phân giải các hợp chất hữu cơ thành những chất đơn giản và giải phóng năng lượng cần thiết cho cơ thể. Quá trình tổng hợp và phân giải các chất hữu cơ trong tế bào gọi là quá trình đồng hóa và dị hóa. Đó là hai mặt cơ bản trong quá trình sống của tế bào.
- Tế bào có khả năng sinh sản và cảm ứng. Sự sinh sản của tế bào là khả năng phân chia trực tiếp hoặc gián tiếp để tạo nên những tế bào mới. Sự cảm ứng là khả năng thu nhận và phản ứng trước những kích thích lý, hóa học của môi trường quanh tế bào.
- Ở cơ thể trẻ em và thanh niên, các tế bào sinh sản nhanh chóng làm cho cơ thể sinh trưởng và phát triển. Ở người trưởng thành quá trình này vẫn tiếp tục nhưng thường chậm lại.

Trong quá trình sống nhiều tế bào chết đi và được thay thế bằng các tế bào mới.

### Mô cơ thể người
Trong quá trình phát triển phôi, các phôi bào có sự phân hóa để tạo thành các cơ quan khác nhau thực hiện những chức năng khác nhau nên tế bào có cấu trúc và hình dạng khác nhau. Một tập hợp các tế bào chuyên hóa, có cấu tạo giống nhau, đảm nhận chức năng nhất định gọi là mô. Ở một số loại mô còn có các yếu tố không có cấu trúc tế bào như huyết tương trong máu; calci, phôt-pho và cốt giao có trong xương. Trong cơ thể thực vật và động vật có rất nhiều loại mô: mô nâng đỡ, mô mềm, mô phân sinh,... nhưng ở người chỉ có bốn loại mô: mô biểu bì, mô liên kết, mô cơ và mô thần kinh.

#### Mô biểu bì và mô liên kết
Mô biểu bì và mô liên kết là hai loại mô đặc biệt xuất hiện nhiều trong cơ thể người, hình dạng, cấu tạo, tính chất, chức năng trái ngược nhau.
- Mô biểu bìcó cấu tạo chủ yếu là tế bào, chất gian bào rất ít hoặc không đáng kể. Có hai loại mô biểu bì: biểu bì bao phủ và biểu bì tuyến.
  1. Biểu bì bao phủ thường có một hay nhiều lớp tế bào có hình dáng giống nhau hoặc khác nhau. Nó thường ở bề mặt ngoài cơ thể (da) hay lót bên trong các cơ quan rỗng như ruột, bóng đái, thực quản, khí quản, miệng.
  2. Biểu bì tuyến nằm trong các tuyến đơn bào hoặc đa bào. Chúng có chức năng tiết các chất cần thiết cho cơ thể (tuyến nội tiết, tuyến ngoại tiết) hay bài tiết ra khỏi cơ thể những chất không cần thiết (tuyến mồ hôi).

Mô liên kếtcó hầu hết ở các cơ quan. Thành phần chủ yếu của mô liên kết là chất phi bào, trong đó có các tế bào nằm rải rác. Có hai loại mô liên kết:
  1. Mô liên kết dinh dưỡng: máu, bạch huyết có chức năng vận chuyển các chất dinh dưỡng nuôi cơ thể.
  2. Mô liên kết đệm cơ học: mô sợi, mô sụn, mô xương. Mô sợi có ở hầu hết các cơ quan, có chức năng làm đệm cơ học, đồng thời cũng dẫn các chất dinh dưỡng (mô mỡ, dây chằng, gân cũng là loại mô sợi đã được biến đổi). Mô sụn thường nằm ở các đầu xương, có cấu tạo đặc biệt, yếu tố phi bào rất phát triển. Các tế bào nằm rải rác hoặc thành từng nhóm. Mô xương gồm có hai loại: mô xương xốp và mô xương cứng. Xương xốp ở các đầu xương, chứa nhiều tủy đỏ. Xương cứng ở thân xương được cấu tạo bởi nhiều trụ xương, trong trụ xương có các dây thần kinh, mạch máu và các tế bào xương.

#### Mô cơ và mô thần kinh
Mô cơ hoàn toàn chịu sự quản lý của hệ thần kinh, mà hệ thần kinh lại cấu tạo từ mô thần kinh. Hai loại mô này có liên quan mật thiết với nhau, đó là mối quan hệ chỉ đạo và thi hành.
- Mô cơlà thành phần của hệ vận động, có chức năng co giãn. Có ba loại mô cơ: mô cơ vân, mô cơ trơn, mô cơ tim.
  1. Mô cơ vân là phần chủ yếu của cơ thể, màu hồng, gồm nhiều sợi cơ có vân ngang xếp thành từng bó trong bắp cơ (bắp cơ thường bám vào hai đầu xương, dưới sự kích thích của hệ thần kinh, các sợi cơ co lại và phình to ra làm cho cơ thể cử động).
  2. Mô cơ trơn là những tế bào hình sợi, thuôn, nhọn hai đầu. Trong tế bào cơ trơn có chất tế bào, một nhân hình que và nhiều tơ cơ xếp dọc theo chiều dài tế bào, có màu nhạt, co rút chậm hơn cơ vân. Cơ trơn cấu tạo nên thành mạch máu, các nội quan, cử động ngoài ý muốn của con người.
  3. Mô cơ tim chỉ phân bố ở tim, có cấu tạo giống như cơ vân, nhưng tham gia vào cấu tạo và hoạt động co bóp của tim nên hoạt động giống như cơ trơn, ngoài ý muốn của con người.

Mô thần kinhnằm trong não, tủy, gồm những tế bào thần kinh gọi là nơ-ron và các tế bào thần kinh đệm (còn gọi là thần kinh giao). Phần ngoại biên có các hạch thần kinh, các dây thần kinh và các cơ quan thụ cảm. Nơ-ron gồm có thân chứa nhân, từ thân phát đi nhiều tua ngắn gọi là sợi nhánh và một tua dài gọi là sợi trục. Diện tích tiếp xúc giữa đầu mút của sợi trục của nơ-ron này và nơ-ron kế tiếp hoặc cơ quan phản ứng gọi là cúc xi-náp. Chức năng của mô thần kinh là tiếp nhận kích thích, xử lý thông tin và điều hòa hoạt động các cơ quan đảm bảo sự phối hợp hoạt động giữa các cơ quan và sự thích ứng với môi trường.

## Phản xạ ở người

### Cấu tạo và chức năng của nơ-ron

Một nơ-ron và cấu tạo của nó: sợi nhánh (dendrite), thân nơ-ron (soma), sợi trục (axon), bao mi-ê-lin (myelin sheath), eo răng-vi-ê (node of ranvier), xi-nap (synapse)

Nơ-ron thần kinh gồm có một thân và các sợi. Thân thường hình sao, đôi khi có hình chóp hoặc bầu dục. Sợi có hai loại: sợi ngắn mọc quanh thân và phân nhiều nhánh như cành cây gọi là sợi nhánh; sợi dài mảnh, thường có các vỏ làm bằng mi-ê-lin gọi là bao mi-ê-lin bọc quanh suốt chiều dài gọi là sợi trục. Giữa các bao mi-ê-lin có các khoảng cách gọi là eo răng-vi-ê. Đầu tận cùng tua dài phân thành nhiều nhánh nhỏ để phân bố vào các cơ quan trong cơ thể hay để tiếp xúc với sợi nhánh của các nơ-ron khác, mút các nhánh nhỏ đó gọi là cúc xi-náp. Thân nơ-ron và các sợi nhánh tạo thành chất xám trong bộ não, tủy sống và các hạch thần kinh. Sợi trục nối giữa trung ương thần kinh với các cơ quan, chúng đi chung với nhau thành từng bó gọi là dây thần kinh.
Nơ-ron có hai chức năng cơ bản: cảm ứng và dẫn truyền xung thần kinh.
- Cảm ứng là khả năng tiếp nhận các kích thích và phản ứng lại các kích thích đó dưới hình thức phát sinh các xung thần kinh.
- Dẫn truyền là khả năng lan truyền các xung thần kinh trong dây thần kinh. Người ta phân biệt xung li tâm và xung hướng tâm. Xung li tâm đi từ các nơ-ron li tâm ở não và tủy sống đến các cơ quan, xung hướng tâm truyền từ các cơ quan về trung ương thần kinh theo các dây hướng tâm của nơ-ron hướng tâm. Vận tốc các xung thần kinh ở các động vật rất khác nhau, ở những động vật bậc cao thì vận tốc này lớn. Ở người vận tốc lớn nhất có thể lên tới 120 m/s, khi đó các phản ứng xảy ra mau chóng và chính xác; nhưng cũng có khi chỉ đạt 5 mm/s. Nhờ vận tốc xung thần kinh mà ta nói một người là nhanh nhẹn hay chậm chạp.

Có ba loại nơ-ron:
- Nơ-ron hướng tâm (nơ-ron cảm giác) có thân nằm ngoài trung ương thần kinh do những sợi trục của các nơ-ron hướng tâm tạo nên. Những dây này dẫn xung thần kinh ngoại biên về trung ương thần kinh.
- Nơ-ron trung gian (nơ-ron liên lạc) nằm trong trung ương thần kinh, gồm những sợi hướng tâm và li tâm, làm nhiệm vụ liên lạc. Phần lớn các dây thần kinh trong cơ thể là dây pha, dẫn các xung thần kinh theo cả hai chiều.
- Nơ-ron li tâm (nơ-ron vận động) có thân nằm trong trung ương thần kinh (hoặc ở hạch thần kinh sinh dưỡng), được tạo nên bởi những sợi trục hướng ra cơ quan phản ứng (cơ, tuyến) và dẫn các xung li tâm từ bộ não và tủy sống đến các cơ quan phản ứng để gây ra sự vận động hoặc bài tiết.

### Phản xạ, cung phản xạ và vòng phản xạ
- Phản xạTay chạm vào vật nóng thì rụt lại, đèn chiếu vào mắt thì đồng tử (con ngươi) co lại, thức ăn vào miệng thì tuyến nước bọt tiết nước bọt,... Các phản ứng đó gọi là phản xạ. Mọi hoạt động của cơ thể đều là phản xạ. Phản xạ là một phản ứng của cơ thể trả lời kích thích của môi trường ngoài hay môi trường trong thông qua hệ thần kinh; là cơ sở hoạt động của hệ thần kinh, làm cơ thể luôn thích nghi với những sự thay đổi của điều kiện sống của môi trường xung quanh.
Cung phản xạlà con đường mà xung thần kinh truyền từ cơ quan thụ cảm (da,...) qua trung ương thần kinh đến cơ quan phản ứng (cơ, tuyến,...). Một cung phản xạ thường bao gồm ba loại nơ-ron: hướng tâm, trung gian và li tâm. Ngày nay người ta thấy xung thần kinh khi theo nơ-ron hướng tâm về trung ương thần kinh còn được chuyển qua nhiều nơ-ron trung gian và khi các xung thần kinh từ trung ương thần kinh chuyển qua nơ-ron li tâm ngoại biên lại có sự liên hệ ngược, chuyển các xung thần kinh theo các dây hướng tâm khác về các phần khác nhau của não, tủy sống để điều chỉnh phản xạ trước khi phát lệnh phản ứng nên lúc đó có vòng phản xạ.
Vòng phản xạCơ quan thụ cảm tiếp nhận kích thích của môi trường sẽ phát đi xung thần kinh theo dây hướng tâm về trung ương thần kinh, từ trung ương phát đi xung thần kinh theo dây li tâm tới cơ quan phản ứng. Kết quả của sự phản ứng được thông báo ngược về trung ương theo dây hướng tâm, nếu phản ứng chưa chính xác hoặc chưa đầy đủ thì phát lệnh điều chỉnh, nhờ dây li tâm truyền tới cơ quan phản ứng. Nhờ vậy mà cơ thể phản ứng chính xác đối với kích thích.

## Tính thống nhất của cơ thể người
Cơ thể người cũng như mọi động vật là một khối thống nhất, bao gồm rất nhiều cơ quan, hệ cơ quan khác nhau. Mỗi cơ quan đảm nhận một nhiệm vụ riêng, nhưng tất cả đều được cấu tạo bằng các tế bào, nên tế bào được coi là đơn vị cấu trúc và chức năng của cơ thể sống. Các tế bào tồn tại, luôn luôn đổi mới thành phần, lớn lên và phân chia là do thường xuyên được cung cấp các chất dinh dưỡng dưới dạng các hợp chất đơn giản, nhờ đó các tế bào có thể tổng hợp nên những chất phức tạp cho từng cơ quan và cơ thể (quá trình đồng hóa) với sự tham gia của các hệ en-zim có trong tế bào. Chính những hợp chất đơn giản này lại là kết quả của quá trình biến đổi những hợp chất phức tạp có trong thành phần thức ăn lấy ở môi trường ngoài nhờ các cơ quan tiêu hóa. Trong quá trình hoạt động của các tế bào (co rút của tế bào cơ, tiết của tế bào tuyến, truyền hưng phấn của tế bào thần kinh, hoạt động đổi mới thành phần của tế bào,...) đòi hỏi phải tiêu dùng năng lượng. Nguồn năng lượng này chính là do quá trình oxy hóa các hợp chất tích năng lượng có trong thành phần của tế bào cung cấp (quá trình dị hóa), nhờ oxy của không khí bên ngoài được cơ quan hô hấp tiếp nhận theo dòng máu và thông qua nước mô tới tận các tế bào. Kết quả của quá trình dị hóa, một mặt tạo ra năng lượng, nhưng mặt khác cũng tạo ra các sản phẩm phân hủy, không cần thiết cho cơ thể, thậm chí còn có hại. Cuối cùng các chất này sẽ được thải ra ngoài qua các cơ quan bài tiết (thận, phổi, các tuyến mồ hôi,...). Sự vận chuyển các chất dinh dưỡng do cơ quan tiêu hóa cung cấp cùng oxy từ cơ quan hô hấp tới các tế bào đảm bảo cho quá trình đồng hóa và dị hóa ở tế bào, đồng thời chuyển các sản phẩm phân hủy từ tế bào đến các cơ quan bài tiết theo dòng máu là nhờ các cơ quan tuần hoàn.
Như vậy, hoạt động của các cơ quan trong cơ thể không biệt lập mà phối hợp, ăn khớp với nhau một cách nhịp nhàng để thực hiện một quá trình sinh lý cơ bản, đó là quá trình trao đổi chất ở phạm vi tế bào, giữa tế bào với môi trường trong cơ thể (máu, nước mô và bạch huyết) để đảm bảo cho quá trình đồng hóa và dị hóa (quá trình chuyển hóa vật chất và năng lượng) ở trong tế bào có thể được thực hiện một cách liên tục. Các quá trình trên thực hiện được lại nhờ chính sự trao đổi chất với môi trường ngoài thông qua các cơ quan tiêu hóa, hô hấp, bài tiết và nhờ cơ quan tuần hoàn làm môi giới trung gian. Sự thay đổi hoạt động sống của cơ thể liên quan đến sự tăng giảm nhu cầu vật chất và năng lượng của các tế bào, từ đó sẽ ảnh hưởng tới toàn bộ hoạt động của các cơ quan của cơ thể. Điều khiển, điều hòa và phối hợp hoạt động của các cơ quan trong đời sống của cơ thể cho phù hợp với sự thay đổi hoạt động từng lúc, ở từng nơi, phù hợp với nhu cầu trao đổi chất của cơ thể là do hệ thần kinh đảm nhiệm, thực hiện bằng cơ chế phản xạ: phản xạ không điều kiện và phản xạ có điều kiện (ảnh hưởng thần kinh) và có sự tham gia, hỗ trợ của các tuyến nội tiết (ảnh hưởng thể dịch) trong sự điều hòa hoạt động của các cơ quan, đảm bảo cho cơ thể là một khối thống nhất toàn vẹn. Ngoài ra, còn có các cơ quan sinh sản thực hiện chức năng duy trì nòi giống, đảm bảo cho sự tồn tại của loài thông qua quá trình thụ tinh, thụ thai, mang thai và sinh con, nuôi dưỡng con (bằng sữa).